# Okręg wyborczy Kilkenny County
Okręg wyborczy Kilkenny County powstał w 1801 r. i wysyłał do brytyjskiej Izby Gmin dwóch deputowanych. Okręg obejmował irlandzkie hrabstwo Kilkenny. Został zlikwidowany w 1885 r.

## Deputowani do brytyjskiej Izby Gmin z okręgu Kilkenny County
- 1801–1806: William Ponsonby, wigowie
- 1801–1820: James Butler
- 1806–1806: George Ponsonby
- 1806–1826: Frederick Cavendish Ponsonby
- 1820–1830: Charles Harwood Butler Clarke
- 1826–1832:  John Ponsonby, wicehrabia Duncannon, wigowie
- 1830–1832: John Butler
- 1832–1846: Pierse Butler
- 1832–1837: William Francis Finn
- 1837–1843: George Bryan
- 1843–1852: Pierce Somerset Butler
- 1846–1847: Richard Smithwicke
- 1847–1865: John Green
- 1852–1857: William Shee
- 1857–1874: Leopold Agar-Ellis
- 1865–1880: George Leopold Bryan
- 1874–1885: Patrick Martin
- 1880–1885: Edward Purcell Mulhallen Marum